# 桃園美國學校
桃園美國學校是桃園市第一所採用美國教育課程為主的外僑學校，位於桃園市蘆竹區，地處中山高速公路與桃園國際機場聯絡道路的交會口。校址位於開南大學。
桃園美國學校於2012年9月正式開校，主要招收G1（小學一年級）至G12（高中三年級）的外僑學生。學校的教學班級小而精，每班人數通常不超過10人，以確保每位學生能獲得個性化的指導和關注。
學校設施位於開南大學內的一棟建築中，僅限四層樓的使用範圍。雖然設施較為老舊且資源有限，但學校提供了眾多的學生社團活動來彌補這些不足，這些社團活動是強制性的，而非選擇性的，旨在促進學生的全面發展。

## 外部連結
- 桃園美國學校 （页面存档备份，存于）
- Education Institutions for International Residents []